# Dolichopus indigenus
Dolichopus indigenus är en tvåvingeart som beskrevs av Van Duzee 1921. Dolichopus indigenus ingår i släktet Dolichopus och familjen styltflugor. Inga underarter finns listade i Catalogue of Life.